# Delémont
Delémont (németül: Delsberg, olaszul: Delemonte, romans nyelven: Delemunt) város Svájcban, Jura kanton székhelye.

## Fekvés
Az Sorne mindkét partján, közel ahhoz a helyhez, ahol a folyó a Birsbe ömlik.

## Történelem
1289. január 6-án Delémont városi jogokat kapott a bázeli püspöktől.
Delémont évszázadokon át a bázeli herceg-püspökök nyári rezidenciája volt.
1800 és 1815 között a Haut-Rhin megyéhez majd a Bern kantonhoz tartozott.
A várost az 1979. január 1-jén alapított kanton fővárosává választották.

## Látnivalók

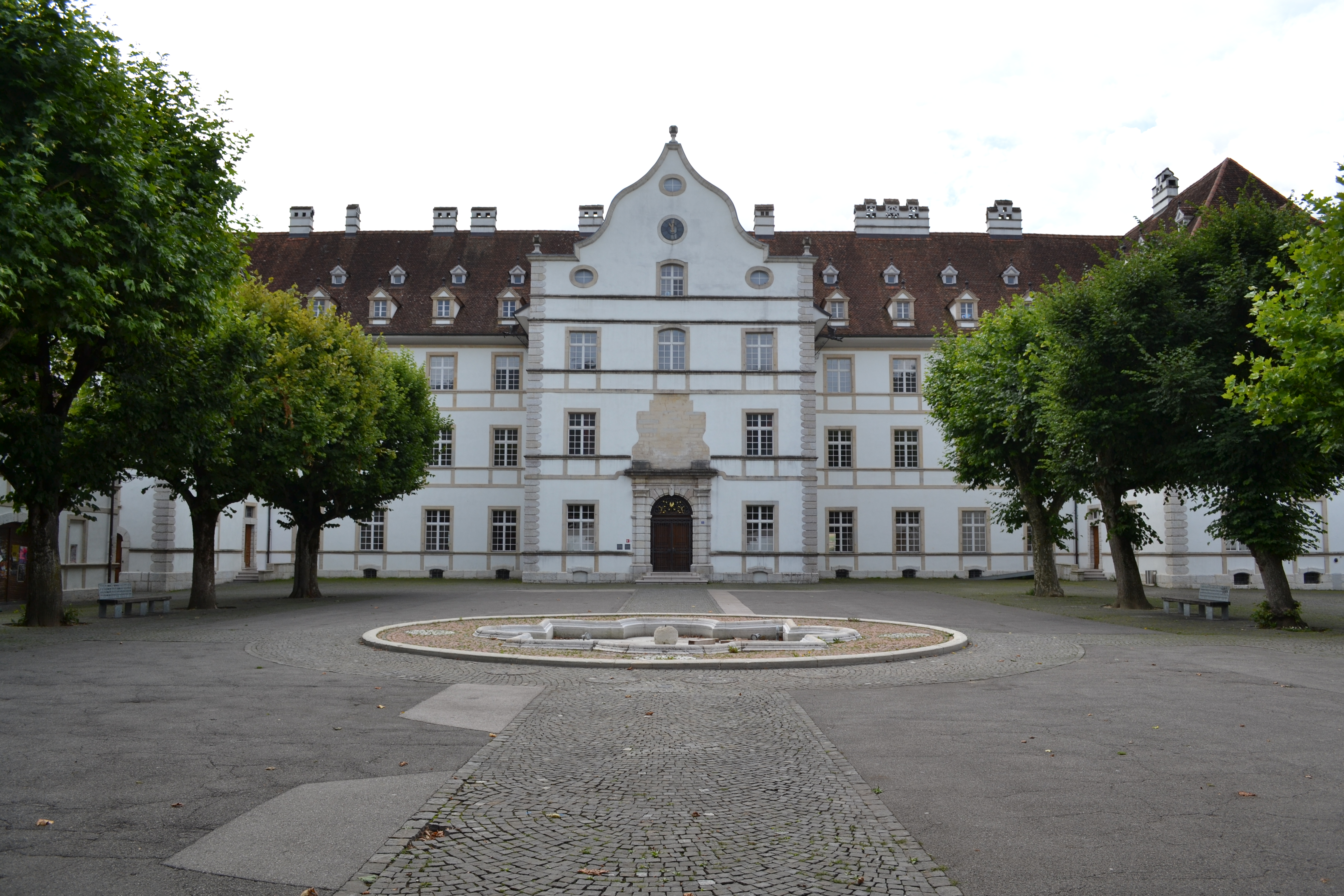
A püspöki palota
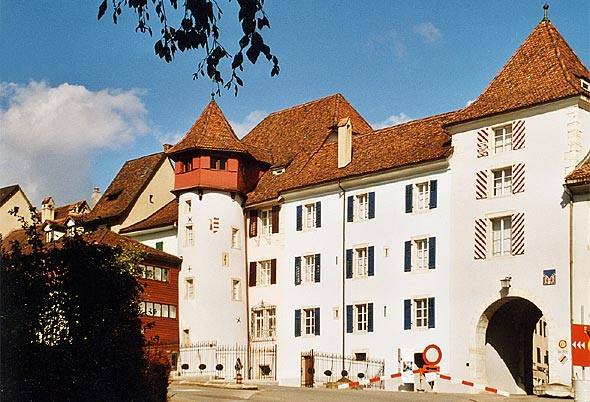
A A múzeum
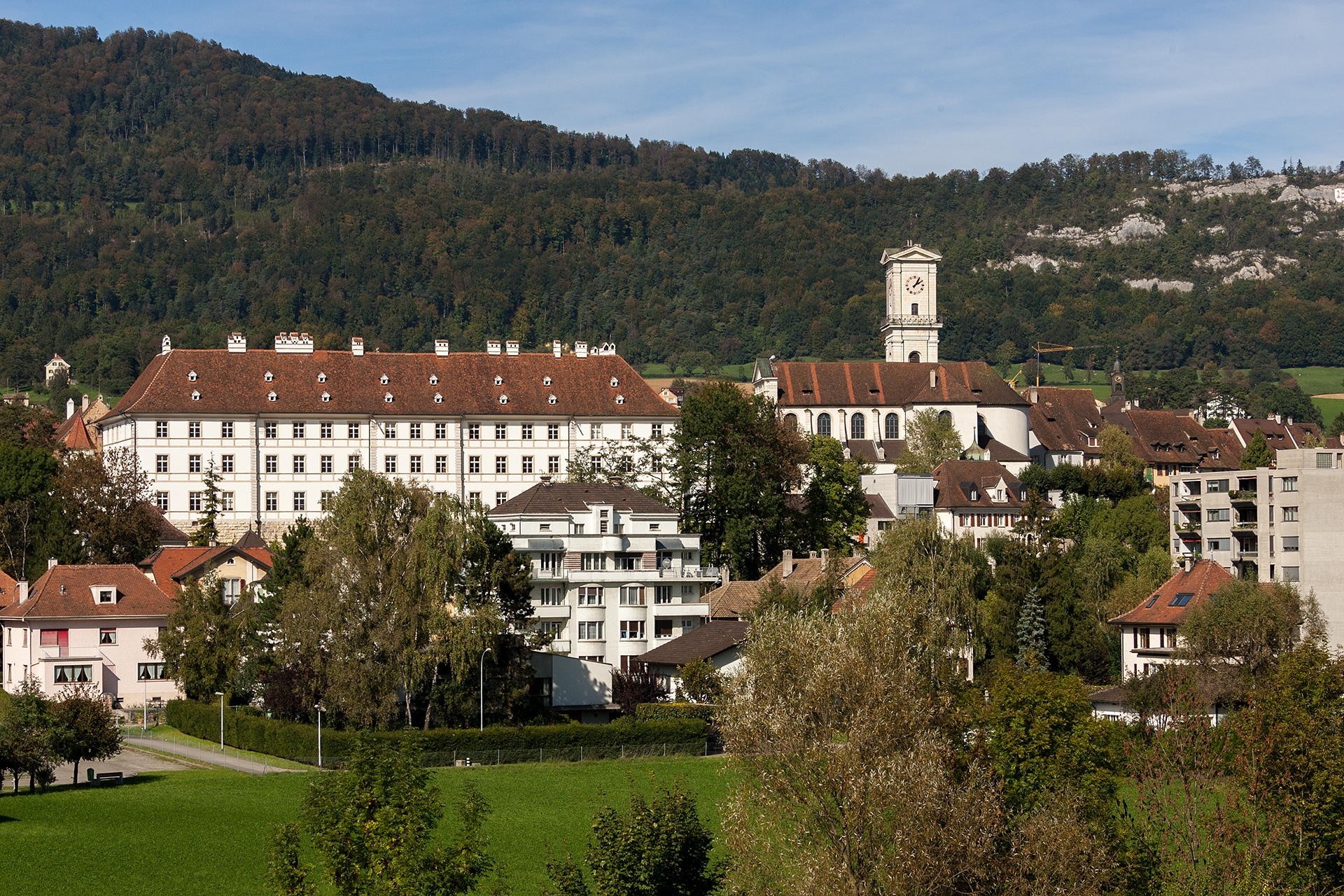
kastély és templom Saint-Michel
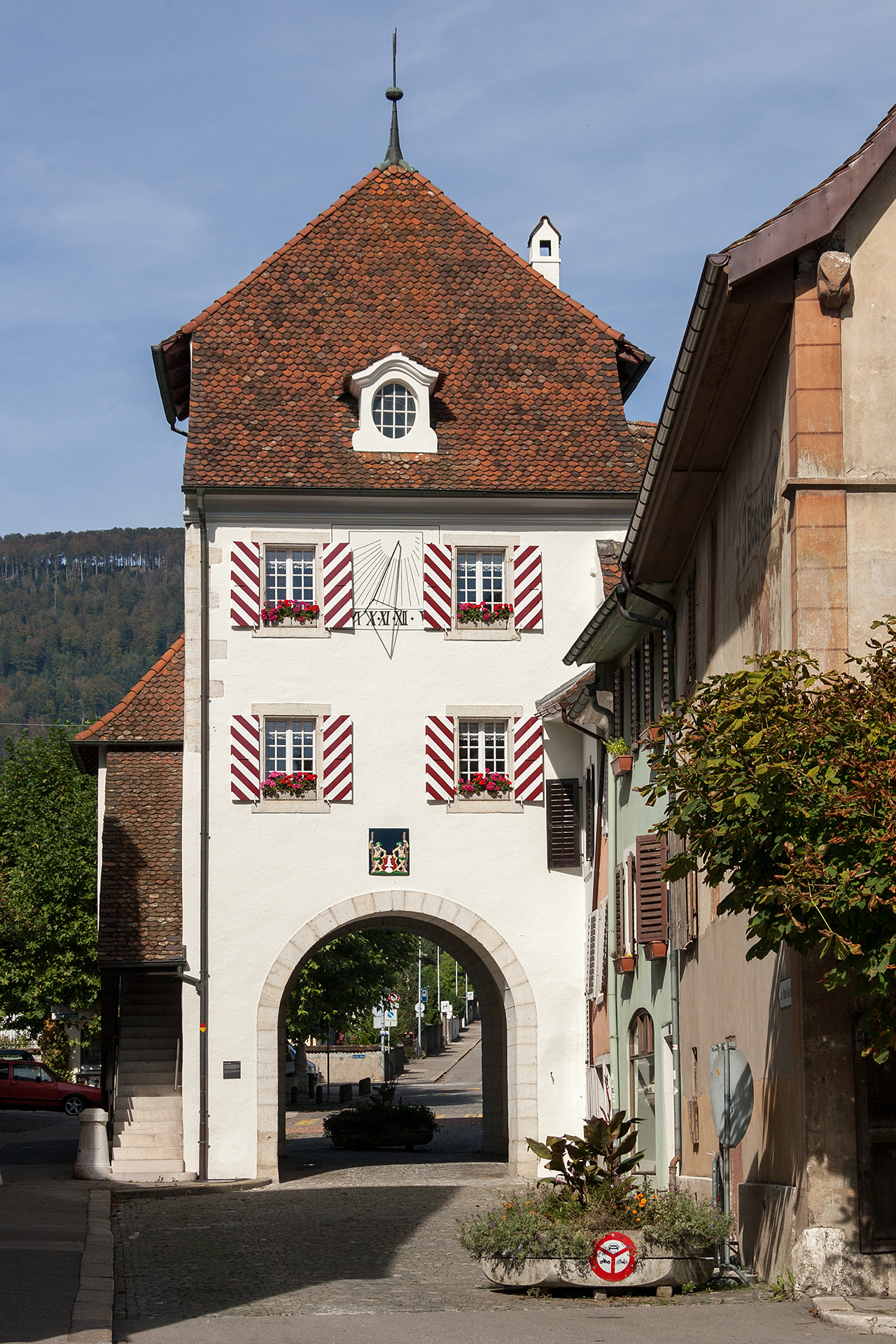
Porte au Loup
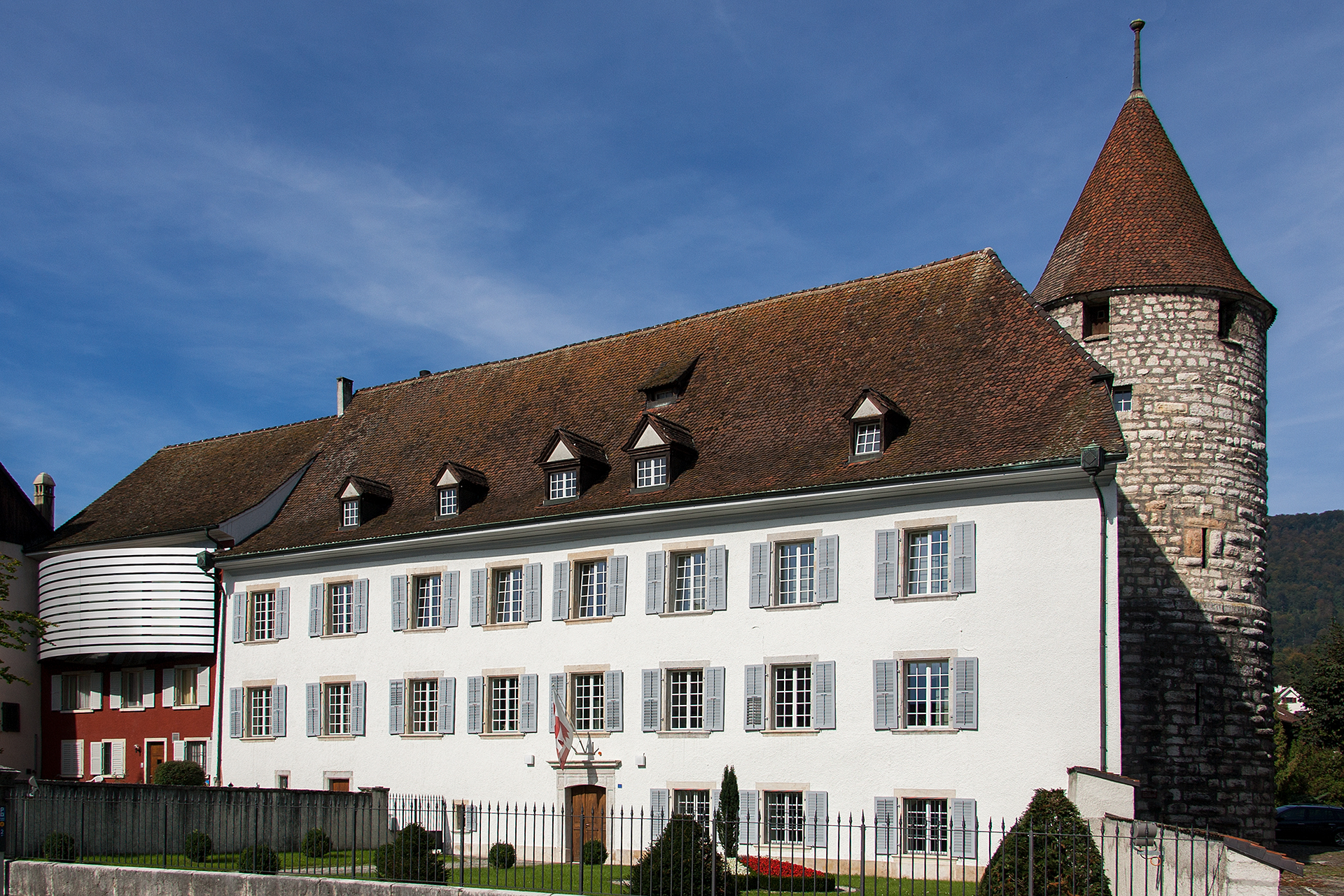
Hôtel de Parlement
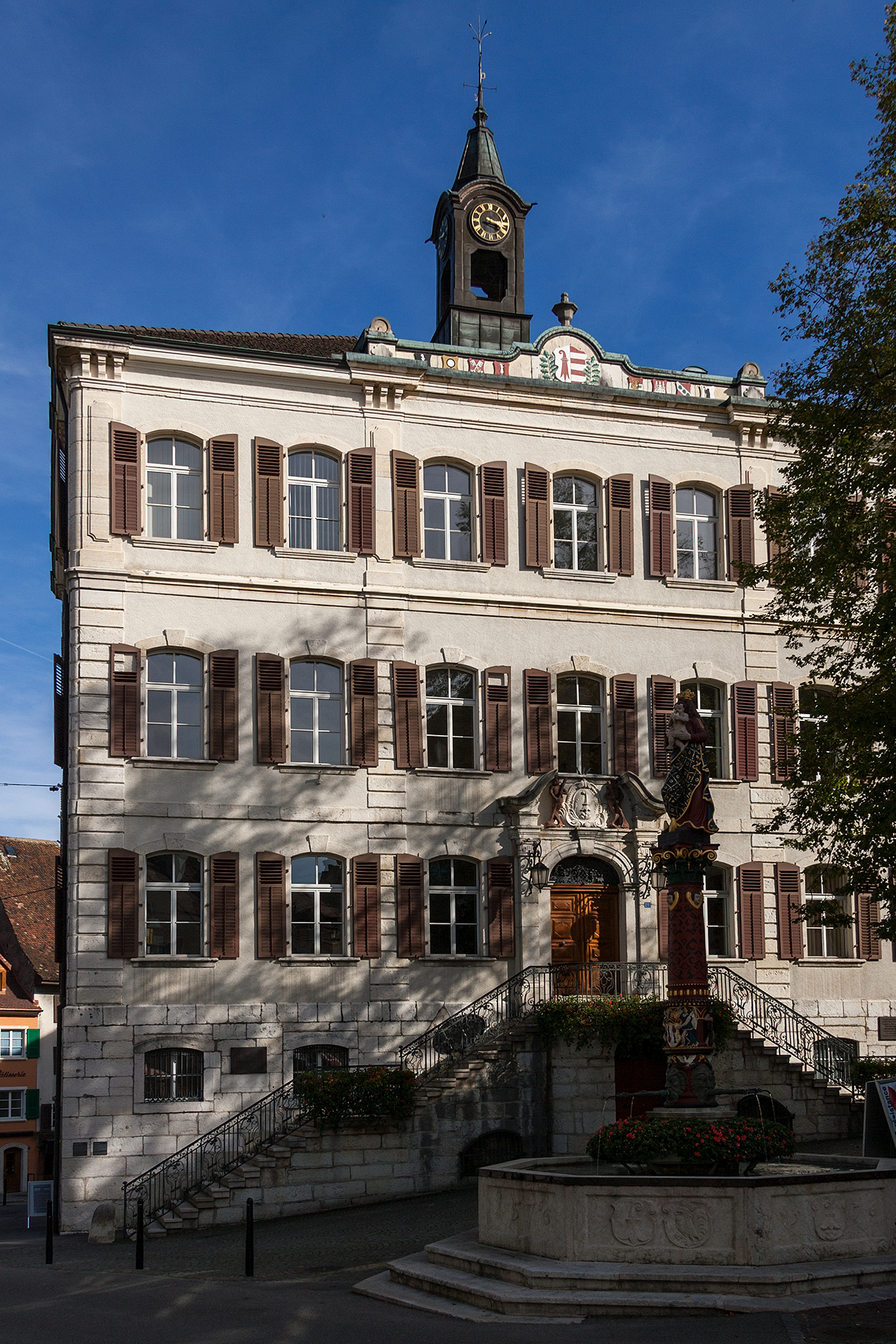
Hôtel de Ville (tanacsház)
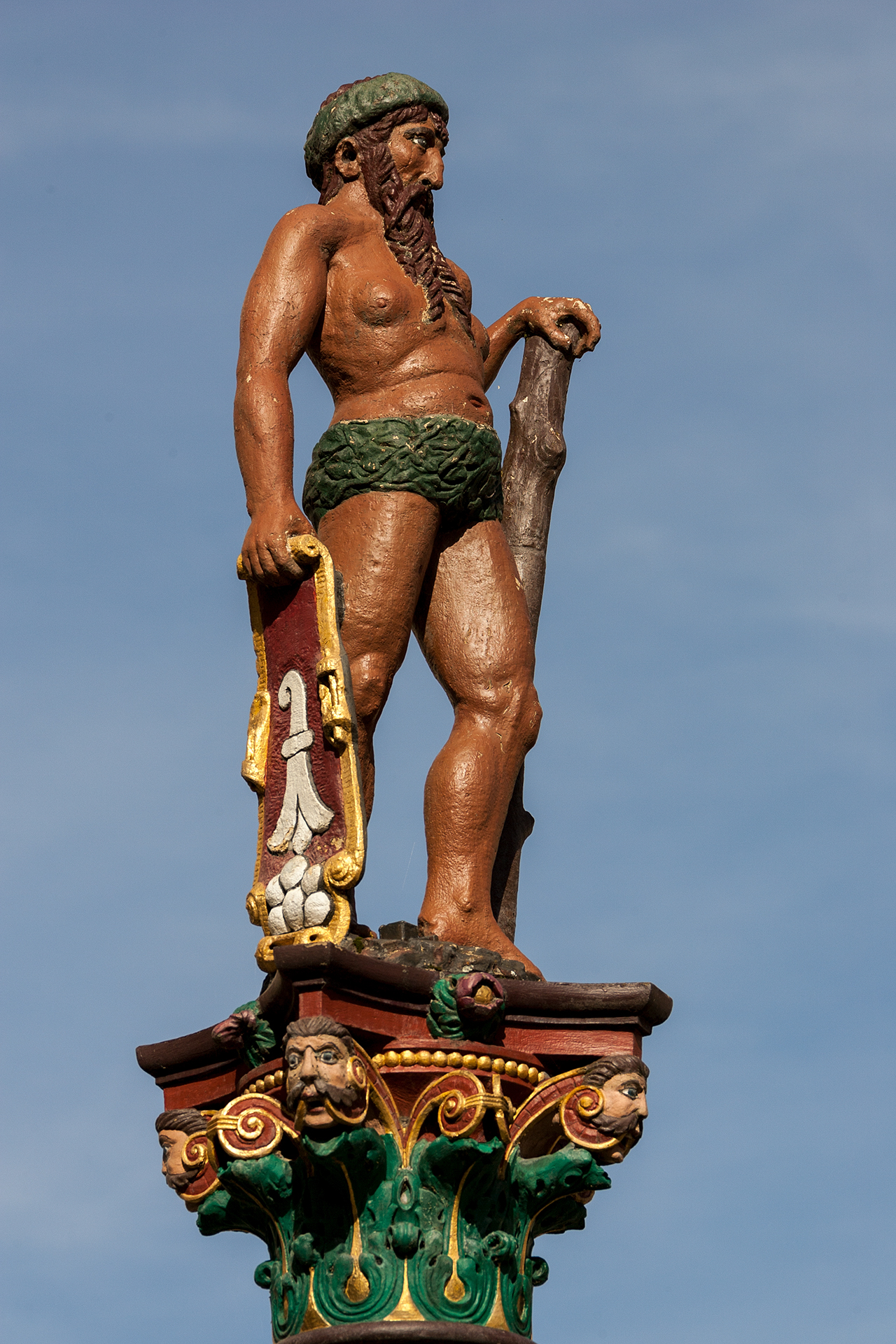
Fontaine du Sauvage
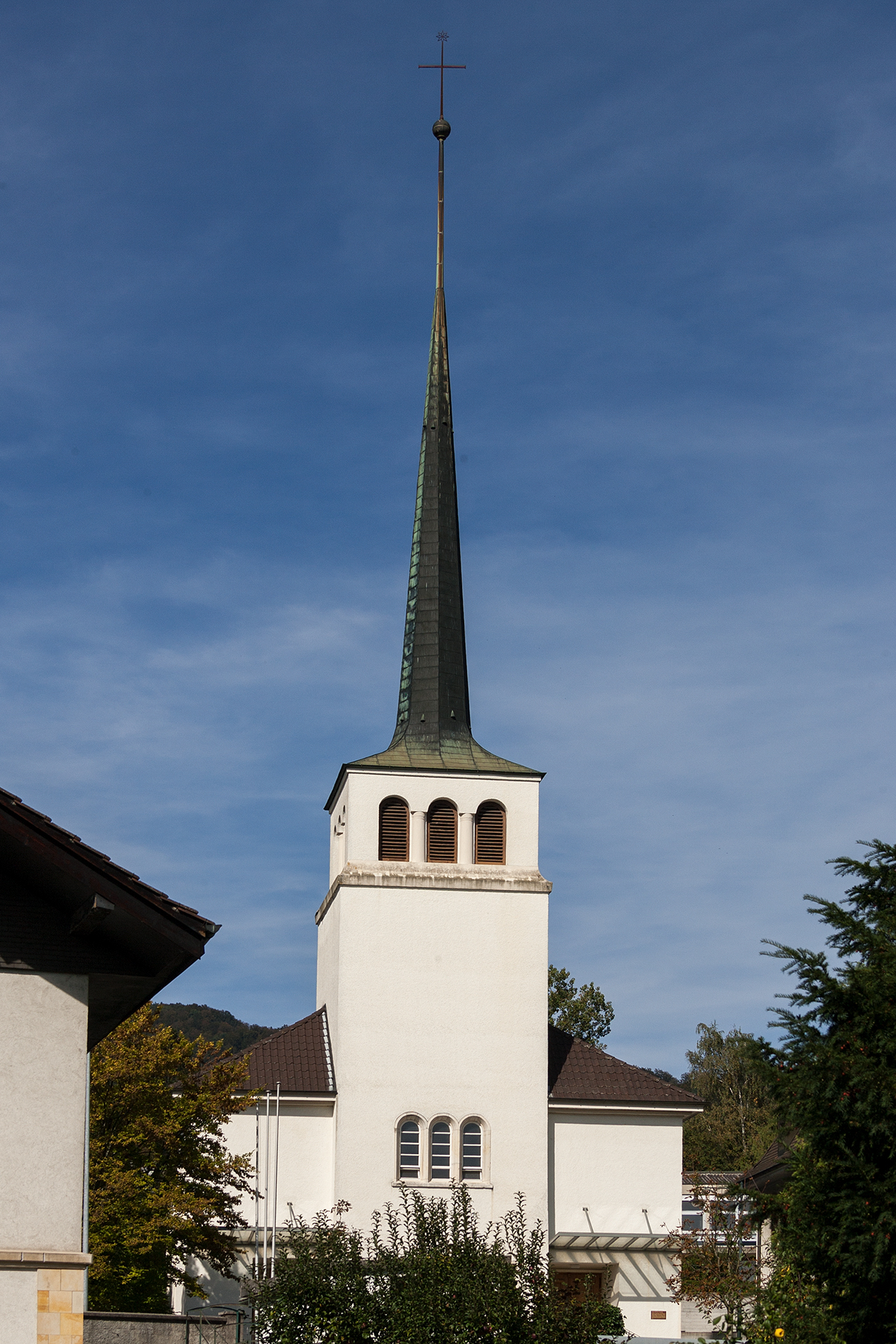
református templom
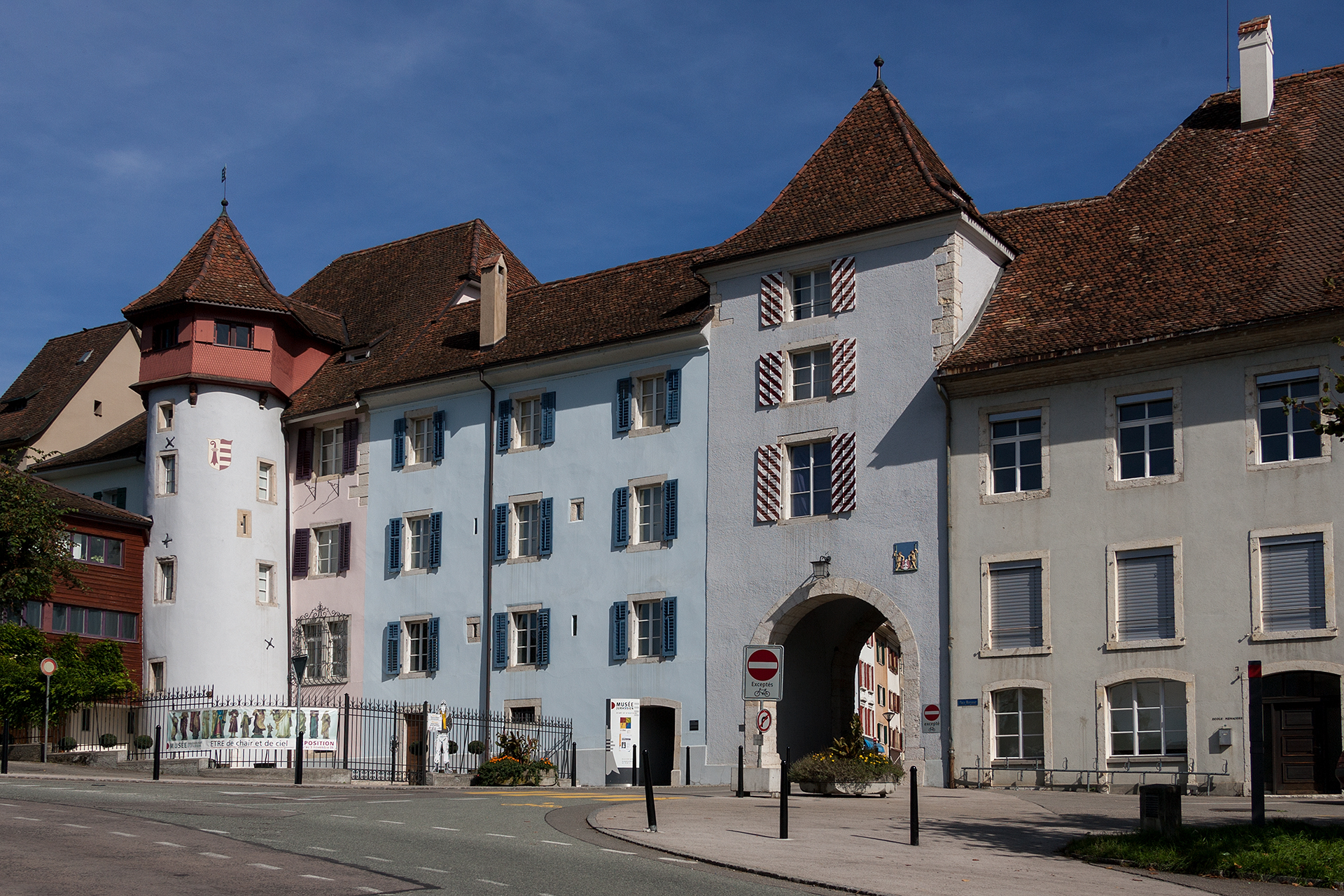
Porte de Porrentruy (Pruntruter-kapu)
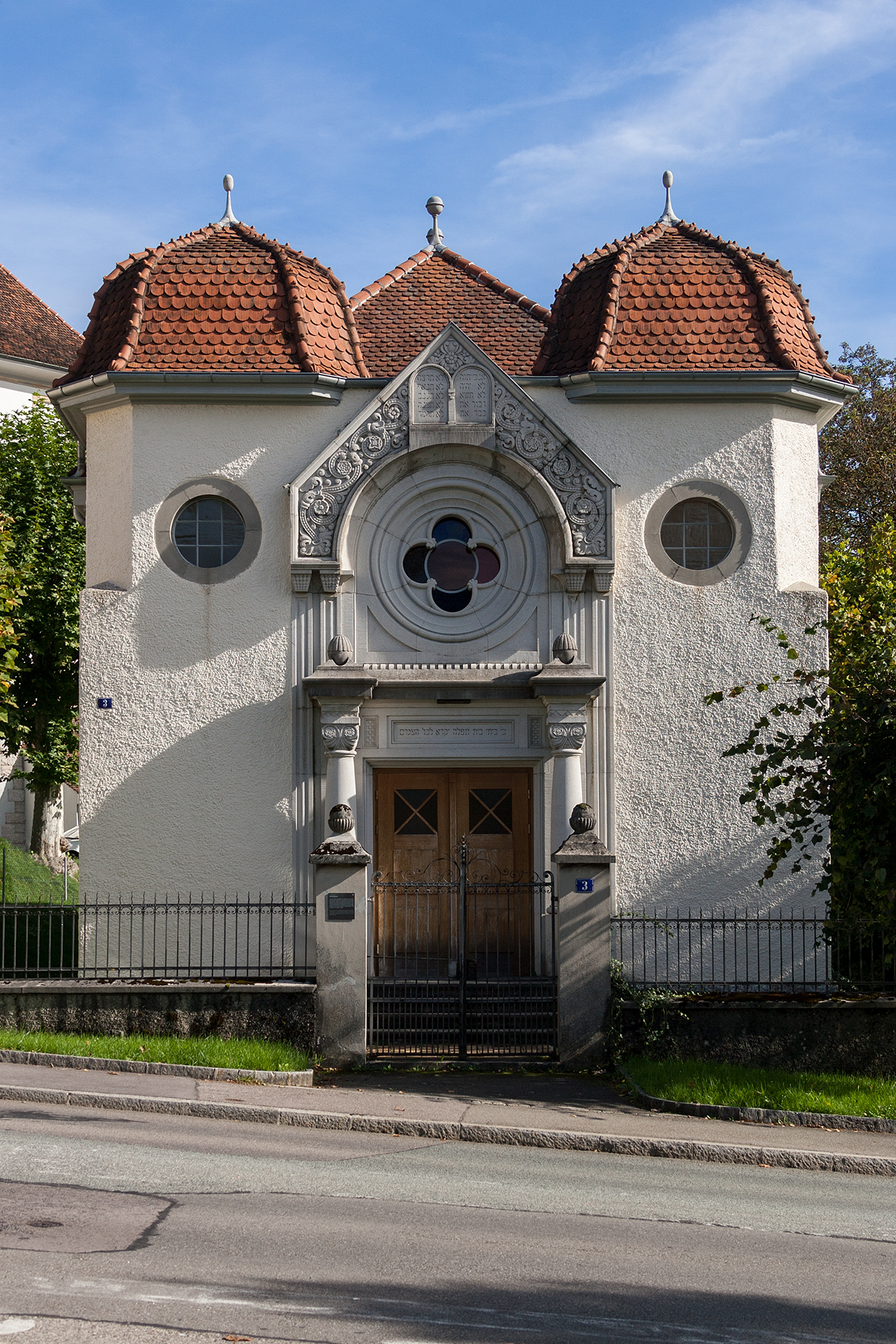
A zsinagóga

- A püspöki palota
- A múzeum
- kastély és templom Saint-Michel
- Porte au Loup
- Hôtel de Parlement
- Hôtel de Ville (tanacsház)
- Fontaine du Sauvage
- református templom
- Porte de Porrentruy (Pruntruter-kapu)
- A zsinagóga

## Népesség
A település népességének változása:
| Lakosok száma | 11 406 | 11 348 | 11 355 | 11 747 | 11 563 | 11 421 | 11 318 | 11 593 | 12 485 | 12 682 |
|               | 1981   | 1985   | 1989   | 1993   | 1997   | 2002   | 2006   | 2010   | 2014   | 2018   |

## Híres emberek
- itt született Fabrice Borer (1971–) válogatott labdarúgó

## Testvértelepülés
- Belfort, Franche-Comté (Franciaország)

## Külső hivatkozások
- François Kohler: Delsberg (Gemeinde). In: Historisches Lexikon der Schweiz.

## Fordítás
- Ez a szócikk részben vagy egészben  a   Delémont (stad) című holland Wikipédia-szócikk fordításán alapul.  Az eredeti cikk szerkesztőit annak laptörténete sorolja fel. Ez a jelzés csupán a megfogalmazás eredetét és a szerzői jogokat jelzi, nem szolgál a cikkben szereplő információk forrásmegjelöléseként.